# آقا میرزا طاهر تنکابنی
میرزا محمد طاهر تنکابنی اصل
فقیه و حکیم معاصر (۱۲۴۲–۱۳۲۰ش) از فیلسوفان نامدار مکتب فلسفی تهران و از اولین نمایندگان مجلس تهران و دادستان کل کشور در دوره قاجار بود.

## کودکی
میرزا طاهر فقیه طبرسی(۱۳۶۰–۱۲۸۰هق/۱۹۴۱–۱۸۶۳م) فرزند میرزا فرج‌الله فقیه نصیری استاد جامع علوم عقلی و نقلی و از رجال سیاسی ایران در روستای کردیچال زاده شده‌است. میرزا محمد تنکابنی در روز پنجشنبه بیست و هشتم ماه محرم ۱۲۸۰هق در کلاردشت مازندران تولد یافت و تا حدود شانزده‌سالگی در آن منطقه به فراگرفتن تحصیلات قدیمی عادی اشتغال داشت و پس از آن برای تکمیل معلومات راهی تهران شد و در مدارس قدیم آن زمان تهران همانند کاظمیه و قنبر علیخان و پس از آن در مدرسه سپهسالار از محضر استادان و دانشمندان مشهوری چون محمد میرزا قمشه‌ای و میرزا ابوالحسن جلوه و علی حکیم استفاده کرد.

## تحصیل
وی در ابتدا در مدرسه‌های همچون «کاظمیه»، «قنبر علی خان» و «حاج ابوالحسن» اقامت داشت و پس از آن که کار ساختن بنای مدرسه سپهسالار پایان یافت حدود پنجاه سال در آن مدرسه ساکن بود. میرزا طاهر نزد کسانی همچون آقا علی مدرس طهرانی و آقا میرزا عبدالله شاگردی کرده‌است. وی یکی از شاگردان برجستهٔ میرزا ابوالحسن جلوه بشمار می‌رود. میرزا طاهر تبحر و مهارت خاصی در علم ریاضیات و اصول اقلیدسی داشته‌است و چنان‌که گفته می‌شود اصول اقلیدس خواجه را تدریس می‌کرده‌است. وی همچنین مهارت خاصی در طب قدیم داشته و حاشیه‌های ارزشمندی بر کتاب قانون ابن سینا دارد.

## شاگردان
وی دارای شاگردان بسیاری است که همگی از افراد مشهور دوران حیات خود بوده‌اند که از آن جمله‌اند:محمد علی فروغی، بدیع الزمان فروزانفر، موسی عمید، آقا میرزا عبدالکریم روشن تهرانی، محمود نجم‌آبادی، محمد تقی مدرس رضوی، و شیخ اسماعیل کلباسی. دکتر کریم سنجابی و افرادی دیگر.

## نمایندگی مجلس
تنکابنی در دوره‌های اول، سوم و چهارم نماینده مجلس شورای ملی شد. در دوره اول که از مهر ۱۲۸۴ تا تیر ۱۲۸۶ به طول انجامید، نماینده طلاب بود. پس از استبداد صغیر و خلع محمدعلی شاه که شورای موقتی به نام مجلس عالی برای قانونگذاری تا زمان بازگشایی مجلس تشکیل شد، میرزا طاهر عضو کمیسیون ۲۸ نفره ای بود که احکامی برای تصویب در مجلس عالی تهیه می‌کردند. از جمله احکامی که این کمیسیون تهیه کرد، عزل محمد علی شاه و تعیین نایب‌السلطنه بود. میرزا طاهر در دوره سوم مجلس به جای یکی از نمایندگان مستعفی تهران در اول تیر ۱۲۹۴ وارد مجلس شد و به جناح اقلیت دموکرات به رهبری سلیمان میرزا پیوست. چند ماه بعد با پیشروی ارتش روسیه بسوی تهران در جریان جنگ جهانی اول و تعطیلی مجلس، همرا با سید حسن مدرس و دیگر مِلّیون از تهران به کرمانشاه مهاجرت کرد که در آنجا نظام السلطنه «حکومت ملی» را تشکیل داد. با شکست این دولت، میرزا طاهر تنکابنی به موصل، کاظمین، کربلا و بغداد مهاجرت کرد. پس از پایان جنگ به ایران بازگشت. در جریان کودتای سوم اسفند ۱۲۹۹ میرزا طاهر از جمله کسانی بود که به دستور سید ضیاء الدین طباطبایی دستگیر و زندانی شدند.
پیش از کودتای سوم اسفند انتخابات دوره چهارم مجلس شورای ملی برگزار شده و میرزا طاهر تنکابنی با رأی بالایی به نمایندگی تهران انتخاب شده بود. مجلس پس از سقوط کابینه سیدضیاء و اخراج او از ایران در تابستان ۱۳۰۰ تشکیل شد اما هنگام طرح اعتبارنامه میرزا طاهر، به خواست شاهزاده هاشم میرزا افسر مجلس تصویب کرد که کمیسیون شش نفره ای از میان نمایندگان مجلس به قید قرعه انتخاب شود تا دربارهٔ بیانیه ای تحقیق کند که کمیته دموکرات دربارهٔ تصویب قرارداد ۱۹۱۹ صادر کرده بود. به باور هاشم میرزا آن بیانیه «مضر و منافی با مصالح مملکتی و مخالف عقیده و جمعیت دموکرات» بود. اعضای این کمیسیونی که انتخاب شدند، عبارت بودند از: عدل السلطنه، سلیمان میرزا، بیان‌الملک، غضنفرخان، میرزاعلی کازرونی و حاج آقا مجتهد شیرازی. میرزا طاهر در کمیسیون حاضر شد و توضیح داد که بیانیه را او امضاء نکرده، عقیده ای به قرارداد نداشته و اصلاً منتخب جمعیت کمیته دموکرات نبوده‌است. هاشم میرزا نیز از این پاسخ قانع شد و اعتبارنامه میرزا طاهر تنکابنی در ۲۹ امرداد ۱۳۰۰ به تصویب رسید.

## فعالیت‌های قضایی
میرزا طاهر علاوه بر این در تشکیلات قضایی نیز دارای مقام و منصب بود. او از قضات عالی‌رتبه دادگستری بود و از جانب وزیر وقت دادگستری، علی اکبر داور، به ریاست محکمه‌های بدایت و استیناف را به عهده داشت. میرزا طاهر تا تاریخ ۱۱ مرداد ۱۳۰۹ مستشاری دیوان عالی را نیز بر عهده داشت.

## آثار
وی به‌طور پیوسته و مداوم به تألیف و نوشت کتاب نپرداخته‌است. از جمله آثاری که برای وی ذکر کرده‌اند می‌توان به موارد زیر اشاره کرد:
- مقاله کوتاهی در شرح حال استاداش میرزا ابوالحسن جلوه با عنوان «مختصر شرح احوال میرزای جلوه»
- دو جزوه دربارهٔ کتاب‌های درسی در میان طلاب علوم
- رساله در چشم‌پزشکی
- یادداشت کوتاهی در ستایش اهل بیت
- حاشیه بر جوهر النضید[۱۰]

## پی‌نوشت‌ها
1. ↑  تاریخ حکماء و عرفای متاخر، منوچهر صدوقی، انجمن حکمت و فلسفه،1359، صص98-99
2. ↑  نصرت‌الله امینی، «میرزا طاهر تنکابنی» راهنمای کتاب، تهران 1353ش، س 17، ص133
3. ↑  نیکوهمت، احمد، طاهر تنکابنی، وحید آبان 1357 شماره 243
4. ↑  بیاد حکیم از یاد رفته میرزا طاهر تنکابنی، حسن فقیه، مجله گلچرخ، سال سوم، شماره 10
5. 1 2 3  دائره المعارف بزرگ اسلامی، ج16، ص237، محمد حسین ساکت اف،1367ش
6. ↑  خاطرات سیاسی. کریم سنجابی(شابک ‎۹۶۴−۶۴۹۴−۳۶−۶)صدای معاصر ۱۳۸۱
7. ↑  نخبگان علم و عمل در ایران، سید مصطفی محقق داماد، ص۱۸ تا ۲۲.
8. ↑  «مذاکرات جلسه دوازدهم دوره چهارم مجلس شورای ملی نوزدهم اسد ۱۳۰۰».[پیوند مرده]
9. ↑  «مذاکرات جلسه هفدهم دوره چهارم مجلس شورای ملی ۲۹ اسد ۱۳۰۰».[پیوند مرده]
10. ↑  دائره المعارف بزرگ اسلامی، ج16، ص238، محمد حسین ساکت اف،1367ش